# Pyrops basibrunnea
Pyrops basibrunnea är en insektsart som beskrevs av Schmidt 1906. Pyrops basibrunnea ingår i släktet Pyrops och familjen lyktstritar. Inga underarter finns listade i Catalogue of Life.